# Beni Zentis
Beni Zentis (în arabă بني زنتيس) este o comună din provincia Relizane, Algeria.
Populația comunei este de 10.655 de locuitori (2008).